# さぬき市立志度東中学校
さぬき市立志度東中学校（さぬきしりつ しどひがしちゅうがっこう）は香川県さぬき市にあった公立中学校。

## 沿革
- 1960年4月1日 - 志度町立鴨部中学校・志度町立鴨庄中学校・志度町立小田中学校が統合して志度町立志度東中学校として開校。
- 1965年6月15日 - 体育館落成
- 2002年4月1日 - さぬき市立志度東中学校と改称。
- 2015年4月1日 - さぬき市立志度中学校に統合された[1]。

## 校区
ガッコムのウェブページを参考（2015年3月現在）。
- さぬき市鴨庄、鴨部、小田

## 部活動
運動部
- ソフトテニス部
- 卓球部
- 野球部
- バスケットボール部
- 柔道部
- 剣道部
- バレーボール部
- 水泳部

文化部
- 吹奏楽部
- 美術部